# Amidou Bamba
Amidou Mahamane Bamba (Toronto, 14 aprile 1998) è un ex cestista canadese.

## Carriera

### Nazionale
Con la nazionale Under-19 ha vinto nel 2017 il Mondiale di categoria.